# Copalcoatitla
Copalcoatitla är en ort i Mexiko.   Den ligger i kommunen Matlapa och delstaten San Luis Potosí, i den sydöstra delen av landet, 210 km norr om huvudstaden Mexico City. Copalcoatitla ligger 122 meter över havet och antalet invånare är 239.
Terrängen runt Copalcoatitla är varierad. Runt Copalcoatitla är det ganska tätbefolkat, med 67 invånare per kvadratkilometer. Närmaste större samhälle är Tamazunchale, 8,2 km söder om Copalcoatitla. I omgivningarna runt Copalcoatitla växer huvudsakligen savannskog.